# Autel portatif

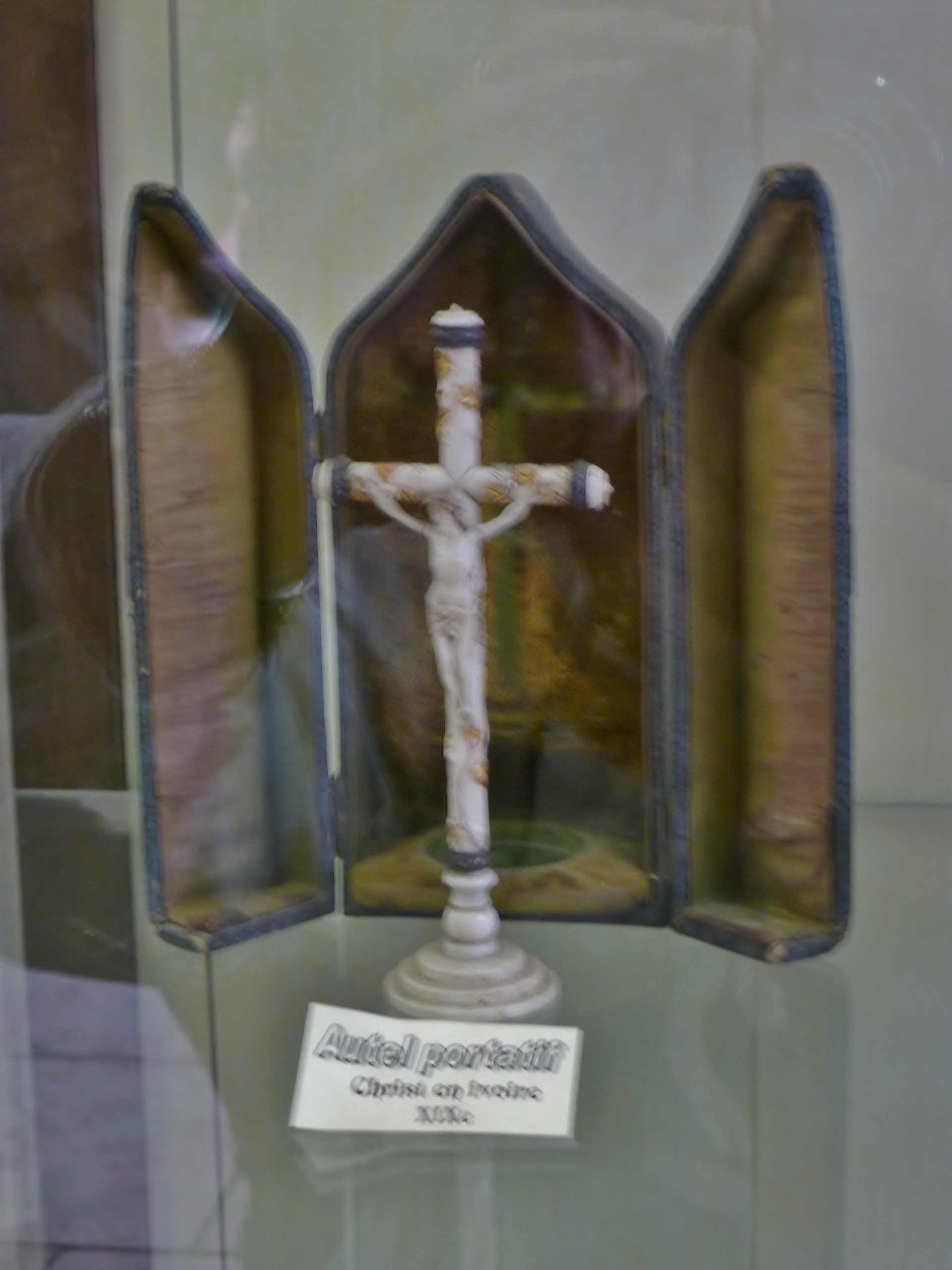
Autel portatif (XIX), Christ en ivoire.

Un autel portatif est une pièce de mobilier liturgique destinée à la célébration de l'Eucharistie dans le culte chrétien. Ce type d'objet se rencontre aussi dans la pratique personnelle du bouddhisme, en particulier dès le   VIe siècle au Gandhara, et ensuite en Chine par la route de la soie.

## Dans la pratique de la liturgie chrétienne
La liturgie chrétienne célèbre traditionnellement l'eucharistie autour d'une table, appelée autel. L'autel portatif est une pièce liturgique particulière permettant de célébrer dans des situations de mobilité. L'autel portatif est constitué d'une pierre consacrée qui est posée sur une autre table pour la célébration de l'eucharistie. Eugène Viollet-le-Duc considère que les autels portatifs sont apparus seulement à partir du VIIIe siècle et qu'ils se sont ensuite répandus, sous le nom de tabulas itinerias.
Les autels portatifs, comme les autres autels, contiennent des reliques.
Le 12 octobre 1923 indult papal de Pie IX permet aux Scouts de France de célébrer la messe en extérieur sur un autel portatif — à condition de ne pas avoir dans le voisinage une église dont l’accès ne soit pas difficile —, de la même manière que les aumôniers militaires,. Cet indult est renouvelé en 1924, 1929, 1932 puis 1935.

## Dans le bouddhisme

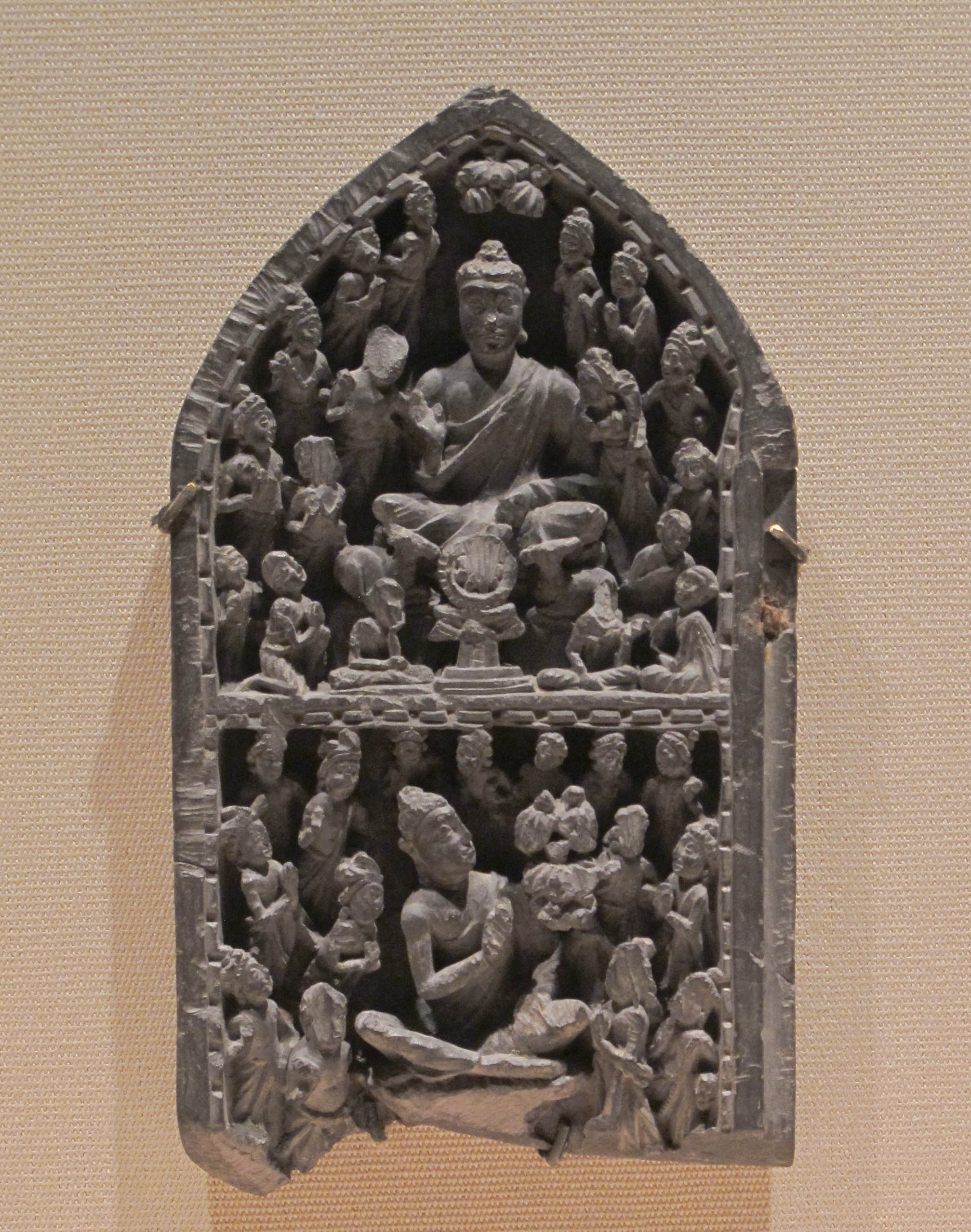
Panneau d'un autel portatif[N 1]. Ve – VIe siècle. Schiste phylliteux H. 15.2 cm. Met, New York.